# Xanthophytum cylindricum
Xanthophytum cylindricum är en måreväxtart som beskrevs av Axelius. Xanthophytum cylindricum ingår i släktet Xanthophytum och familjen måreväxter. Inga underarter finns listade i Catalogue of Life.